# Waterloo Sharpe’a
Waterloo Sharpe’a (ang. Sharpe's Waterloo) – brytyjski telewizyjny film historyczny z 1997 roku. Film jest częścią cyklu filmów o Richardzie Sharpie, zrealizowanego na podstawie serii powieści o tej postaci autorstwa Bernarda Cornwella.

## Treść
Rok 1815. Napoleon Bonaparte, zbiegł z więzienia na wyspie Elbie i ponownie przejął władzę we Francji. Sharpe wraca do służby, by na czele swojego oddziału strzelców, znów stanąć do walki. W randze pułkownika zostaje przez Wellingtona przydzielony do sztabu holenderskiego księcia Wilhelma. Bierze udział w bitwie pod Waterloo. U boku majora Sharpe’a walczy również Lord Rossendale – kochanek jego żony.

## Główne role
- Sean Bean – Richard Sharpe
- Alexis Denisof – Rossendale
- Daragh O’Malley – Patrick Harper
- Abigail Cruttenden – Jane Sharpe
- Cécile Paoli – Lucille
- Hugh Fraser – Wellington
- Paul Bettany – Książę Wilhelm
- Oliver Tobias – Rebeque